# 1860 en architecture
| Années de l'architecture : 1857 - 1858 - 1859 - 1860 - 1861 - 1862 - 1863    |
| Décennies de l'architecture : 1830 - 1840 - 1850 - 1860 - 1870 - 1880 - 1890 |

Cet article présente les faits marquants de l'année 1860 en architecture.

## Réalisations

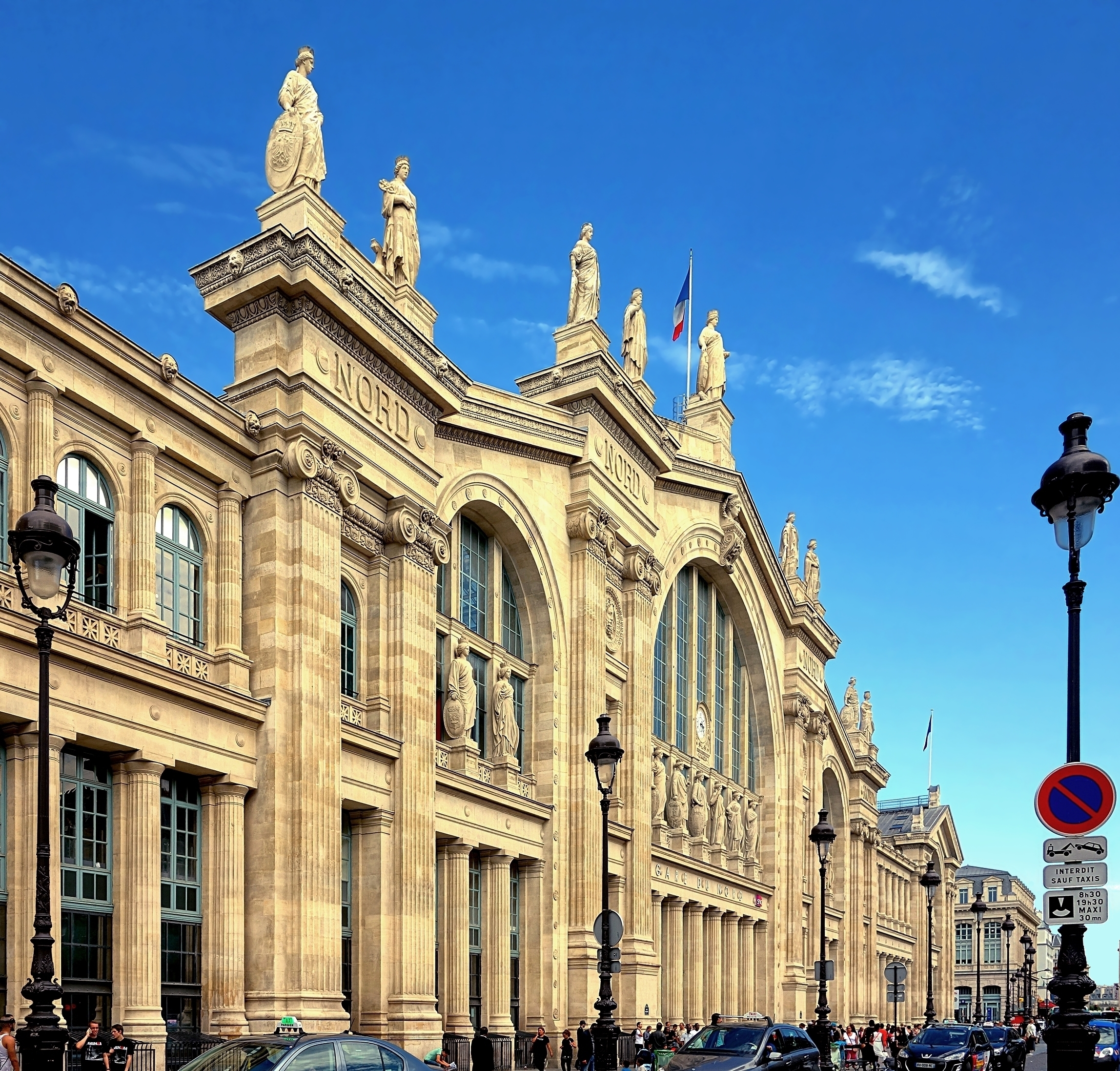
Gare du Nord.

- 15 août : inauguration de la fontaine Saint-Michel à Paris par Gabriel Davioud
- Décembre : construction de l'actuelle gare du Nord à Paris par Jacques Hittorff.
- Construction du museum d'histoire naturelle d'Oxford University par Benjamin Woodward.

## Événements
- x

## Récompenses
- Royal Gold Medal : Sydney Smirke.
- Prix de Rome : Joseph Louis Achille Joyau.

## Naissances
- 2 mai : Lucien Weissenburger († 24 février 1929).
- 20 août : Kirtland Cutter († 26 septembre 1939).

## Décès
- 19 avril : Karol Podczaszyński (° 1790).
- 12 mai : Charles Barry (° 23 mai 1795), architecte surtout connu pour son rôle dans la reconstruction du palais de Westminster.